# Lijst van personen uit Chicago
Dit is een chronologische lijst van personen uit Chicago, een stad in de Amerikaanse staat Illinois.

## Geboren in Chicago

### 1800–1879

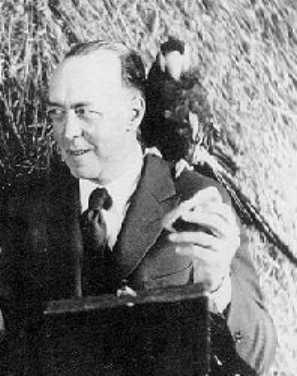
Schrijver Edgar Rice Burroughs (1875-1950)

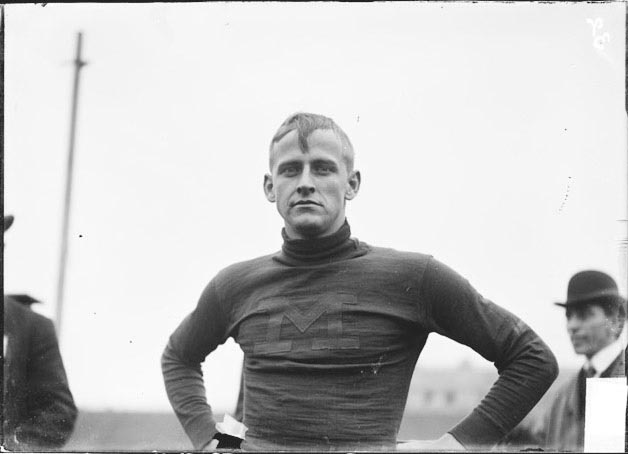
Polsstokhoogspringer Charles Dvorak (1878-1969)

- Walter MacEwen (1860-1943), kunstschilder
- Mollie McConnell (1865-1920), actrice
- Florenz Ziegfeld (1867-1932), impresario
- George Hale (1868-1938), sterrenkundige
- Francis Lane (1874-1927), atleet
- Edgar Rice Burroughs (1875-1950), schrijver
- Charles Dvorak (1878-1969), atleet
- Francis J. Grandon (1879-1929), acteur

### 1880–1889
- William Tuttle (1882-1930), waterpolospeler en zwemmer
- Charles Healy (1883-?), waterpolospeler
- Harry Stenqvist (1883-1968), Zweeds wielrenner
- Bill Hogenson (1884-1965), atleet
- Raymond Thorne (1887-1921), zwemmer
- Raymond Chandler (1888-1959), schrijver
- Jules Furthman (1888-1966), scenarioschrijver en journalist
- Robert Z. Leonard (1889-1968), filmregisseur

### 1890–1899
- Marc Wright (1890-1975), atleet

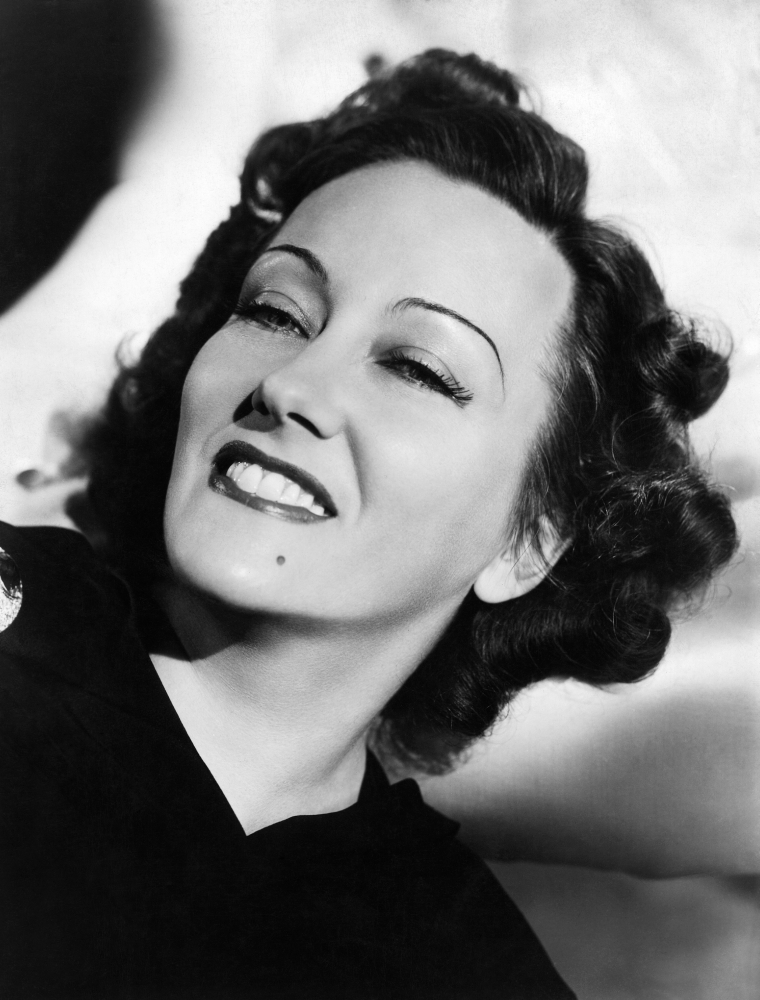
Actrice Gloria Swanson (1899-1983)

- Nella Larsen (1891-1964), schrijfster
- Virginia Rappe (1891-1921), actrice en model
- Milton Ager (1893-1979), componist
- Dorothy Dalton (1893-1972), actrice
- Roy Oliver Disney (1893-1971), zakenpartner en broer van Walt Disney
- Frank Foss (1895-1989), polsstokhoogspringer
- John Dos Passos (1896-1970), roman- en toneelschrijver, dichter en beeldend kunstenaar
- Jessie Royce Landis (1896-1972), actrice
- Jimmy Yancey (1898-1951), pianist, componist
- Gloria Swanson (1899-1983), actrice (stomme film)

### 1900–1909

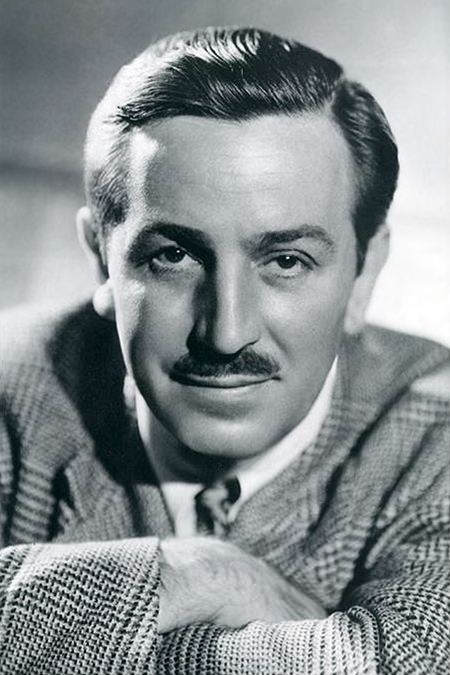
Maker van tekenfilms Walt Disney (1901-1966)

- Victor Young (1900-1956), componist van filmmuziek
- Charlie Agnew (1901-1978), bigbandleider
- Walt Disney (1901-1966), maker van tekenfilms
- Vincent du Vigneaud (1901-1978), biochemicus en Nobelprijswinnaar (1955)
- Richard J. Daley (1902-1976), burgemeester van Chicago
- Sybil Bauer (1903-1927), zwemster
- Vincente Minnelli (1903–1986), filmregisseur
- Eliot Ness (1903-1957), opsporingsambtenaar
- Ralph Bellamy (1904-1991), acteur
- William L. Shirer (1904-1993), journalist, geschiedkundige en schrijver
- Robert Young (1907-1998), acteur
- Phil Karlson (1908-1985), filmregisseur
- Arthur J. Goldberg (1908-1990), politicus, jurist en diplomaat
- Herbert Block (1909-2001), redactioneel cartoonist
- Benny Goodman (1909-1986), jazzmusicus
- Carla Laemmle (1909-2014), actrice en ‘flapper-girl’
- Sidney Yates (1909-2000), politicus

### 1910–1919
- Zoe Rae (1910-2006), actrice

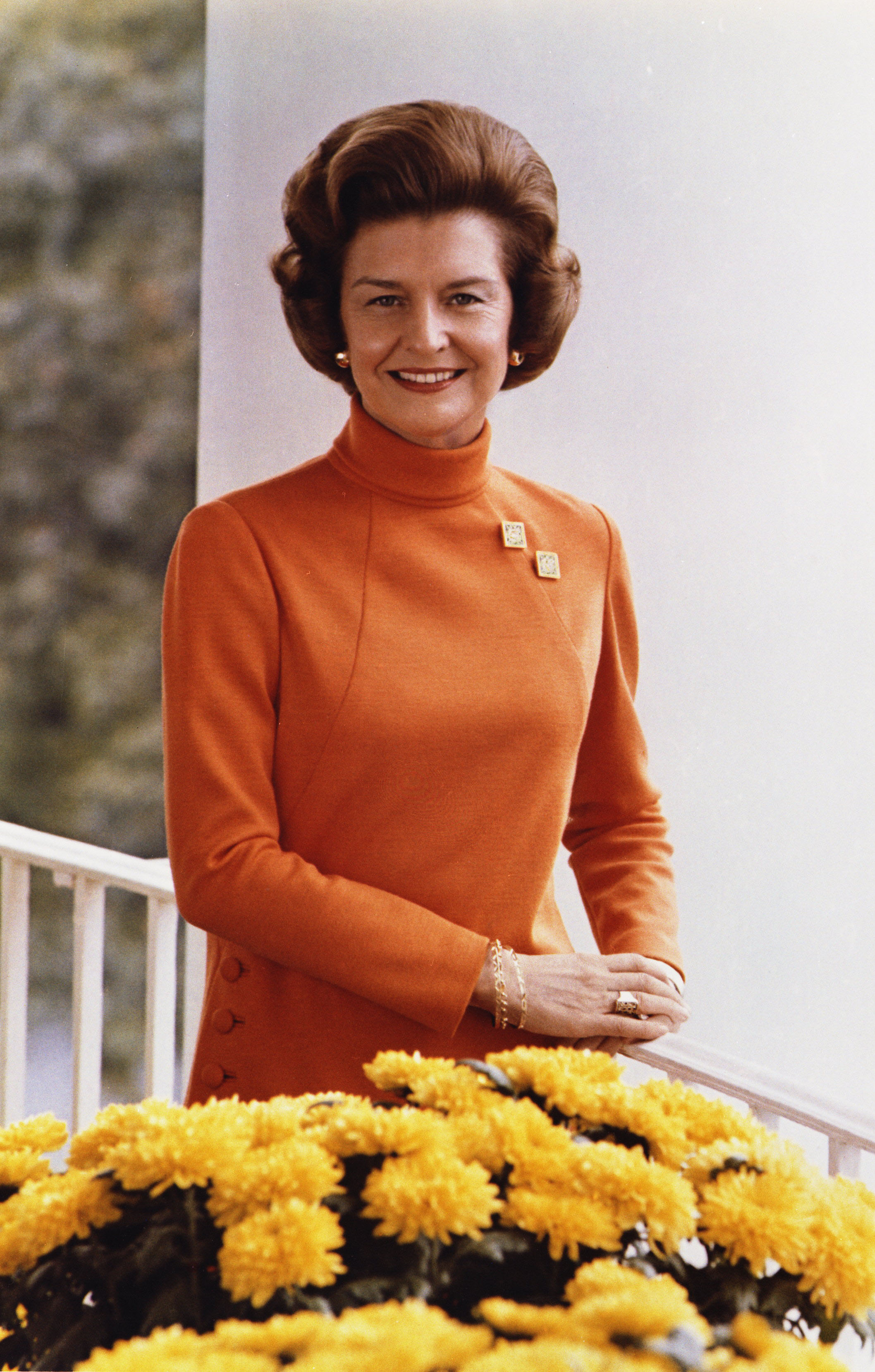
First lady Betty Ford (1918-2011)

- Jack Ruby (1911-1967), nachtclubeigenaar en moordenaar van Lee Harvey Oswald
- Karl Malden (1912-2009), acteur
- Don Siegel (1912-1991), filmregisseur en -producent
- Margaret Bonds (1913-1972), componist
- Melvin Frank (1913-1988), filmregisseur, scenarist en producer
- Frankie Laine (1913-2007), zanger
- Stanford Moore (1913-1982), biochemicus en Nobelprijswinnaar (1972)
- Alvin Weinberg (1915-2006), natuurkundige
- Budd Boetticher (1916-2001), filmregisseur
- Templeton Fox (1916-1993), actrice
- Marsha Hunt (1917-2022), actrice
- Betty Ford (1918-2011), echtgenote van president Gerald Ford (1974-1977)
- Kathleen Freeman (1919-2001), actrice
- Anita O'Day (1919-2006), jazz-zangeres
- Ralph Gottfrid Pearson (1919-2022), chemicus
- Sam Wanamaker (1919-1993), acteur en regisseur
- Charlotte Charlaque (1892-1963), Amerikaans-Duits-Joodse transvrouw, vertaalster en artieste

### 1920–1929

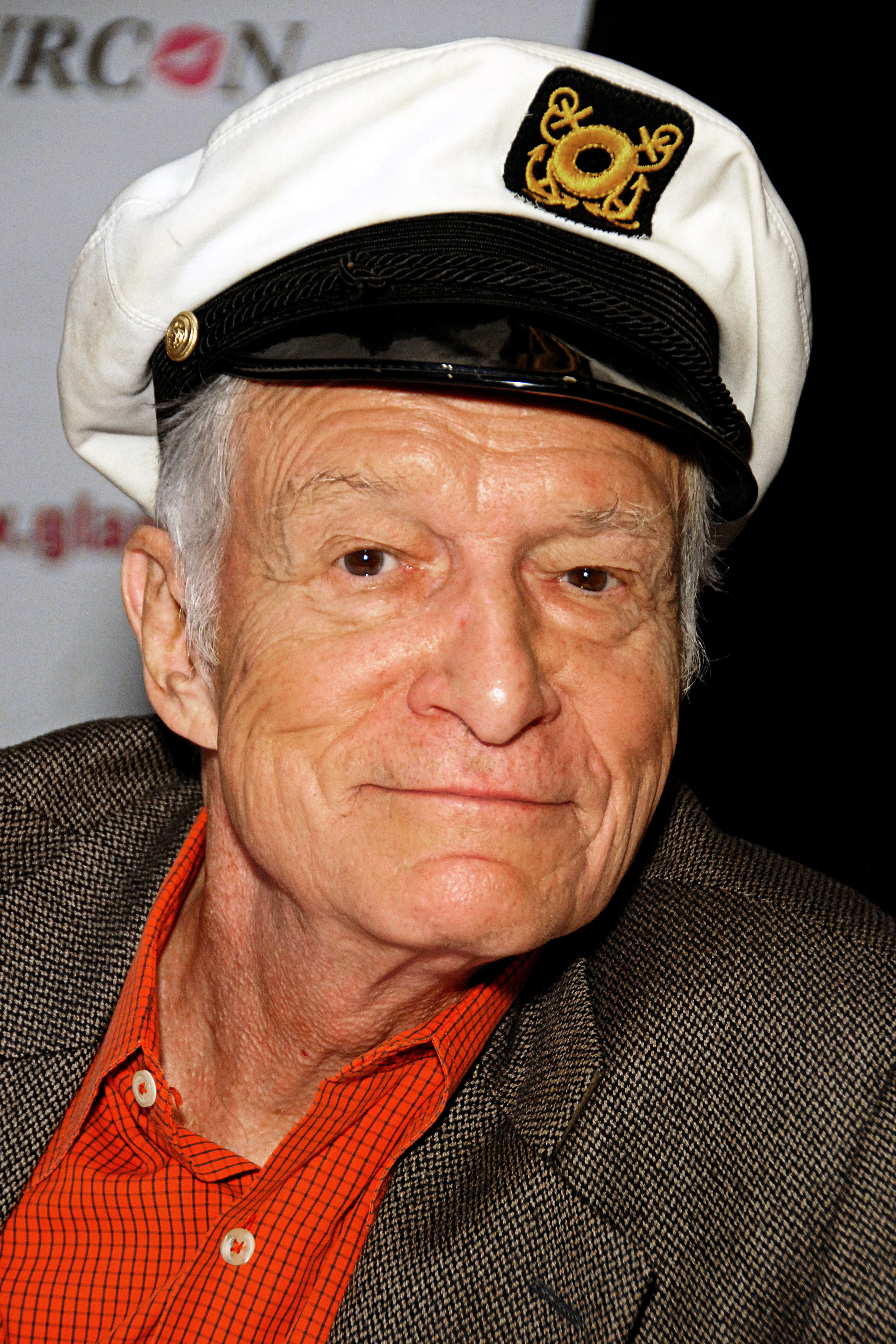
Tijdschriftuitgever Hugh Hefner (1926-2017)

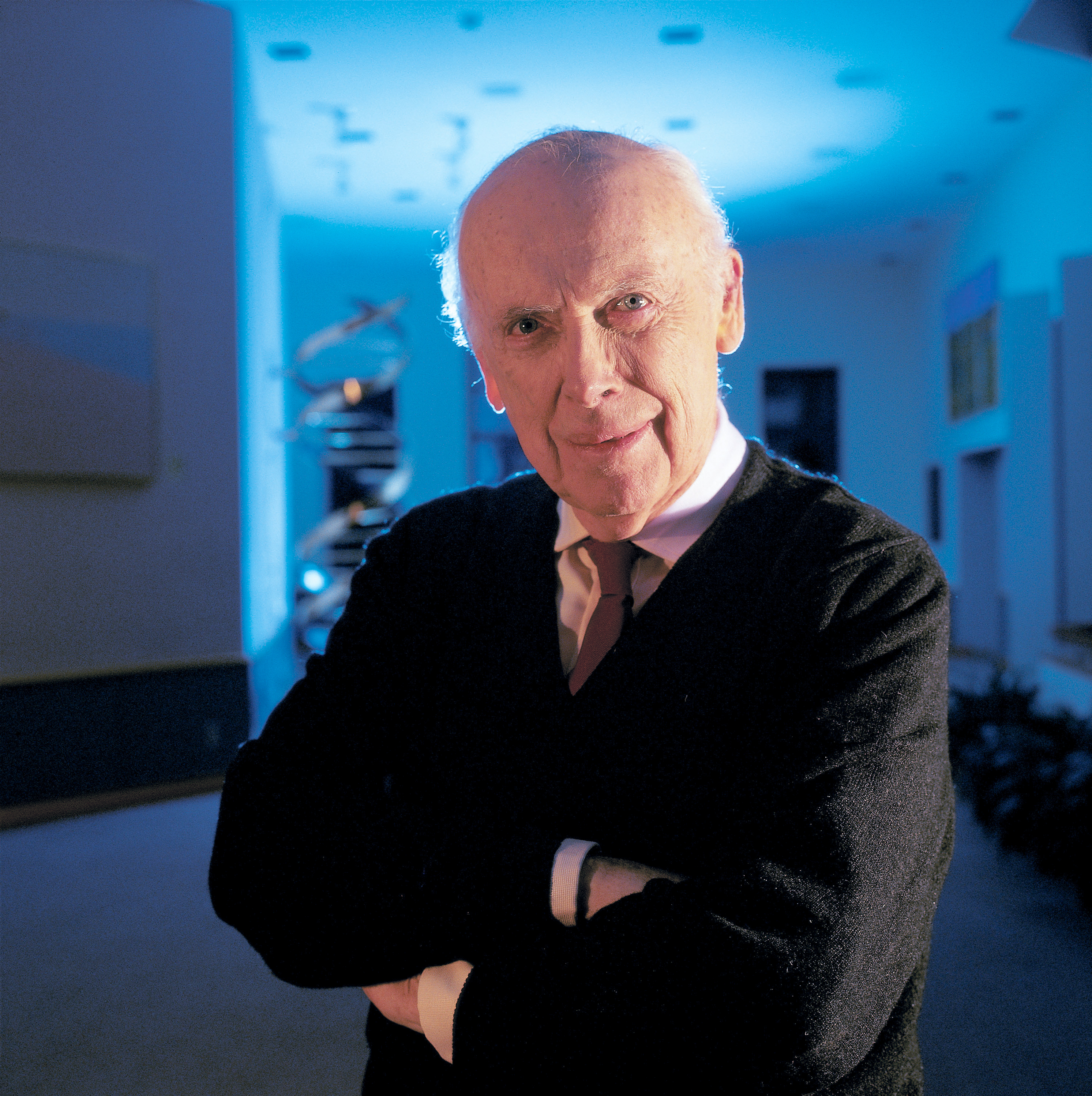
Moleculair bioloog James Watson (1928)

- Richard Hamilton (1920-2004), acteur
- Janet Jagan (1920-2009), president van Guyana (1997-1999) en schrijfster
- Rebel Randall (1922-2010), model en actrice
- Jason Robards (1922-2000), acteur
- Bonita Granville (1923-1988), actrice
- Jean Hagen (1923-1977), actrice
- William Kraft (1923-2022), componist en dirigent
- Eugene Wright (1923-2020), jazzbassist
- Dorothy Malone (1924-2018), actrice
- Walter Ris (1924-1989), zwemmer
- Beatrice Winde (1924-2004), actrice
- Louis Zorich (1924-2018), acteur
- Shelley Berman (1925-2017), acteur
- Edward Gorey (1925-2000), schrijver en illustrator
- Rose Gregorio (1925-2023), actrice
- Hugh Hefner (1926-2017), oprichter van Playboy
- Ben Mottelson (1926-2022), Amerikaans-Deens natuurkundige en Nobelprijswinnaar (1975)
- Tom Bosley (1927-2010), acteur
- Bob Fosse (1927-1987), danser, choreograaf en filmregisseur
- Harvey Korman (1927-2008), (stem)acteur en komiek
- Harry Markowitz (1927-2023), econoom en Nobelprijswinnaar (1990)
- Roy Radner (1927-2022), econoom
- Howard Becker (1928-2023), socioloog
- Philip K. Dick (1928-1982), cultauteur van sciencefiction
- Johnny Griffin (1928-2008), jazzsaxofonist
- Ethel Kennedy (1928-2024), weduwe van Robert F. Kennedy
- William Russo (1928-2003), componist, dirigent, jazztrombonist en jazzmusicus
- Richard Schaal (1928-2014), acteur en komiek
- James Watson (1928), moleculair bioloog en Nobelprijswinnaar (1962)
- James McDivitt (1929-2022), astronaut

### 1930–1939

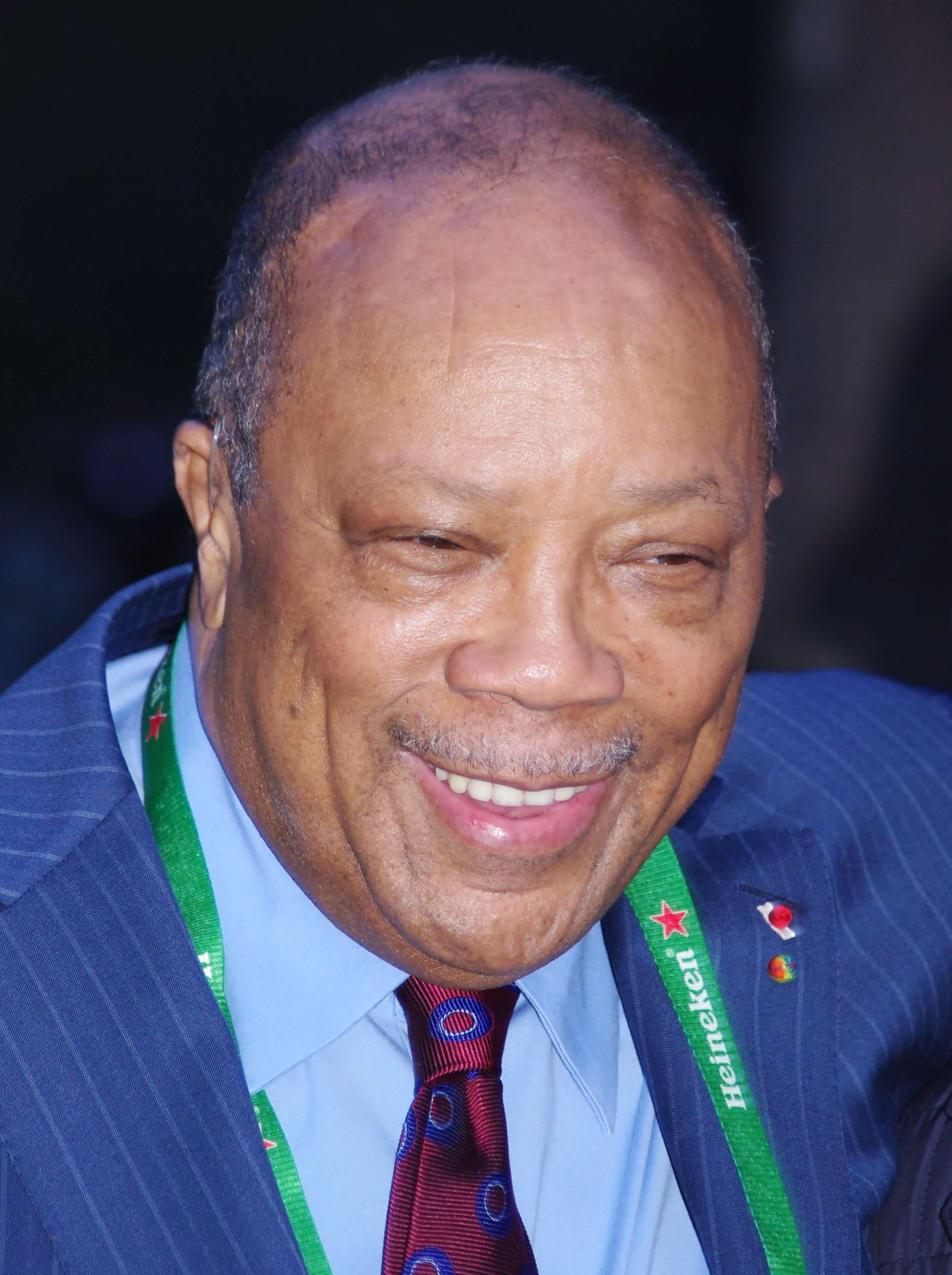
Jazzmuzikant Quincy Jones (1933-2024)

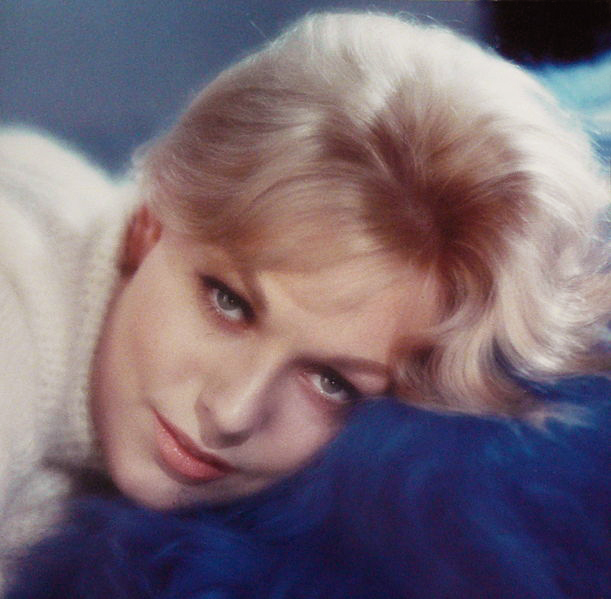
Actrice Kim Novak (1933)

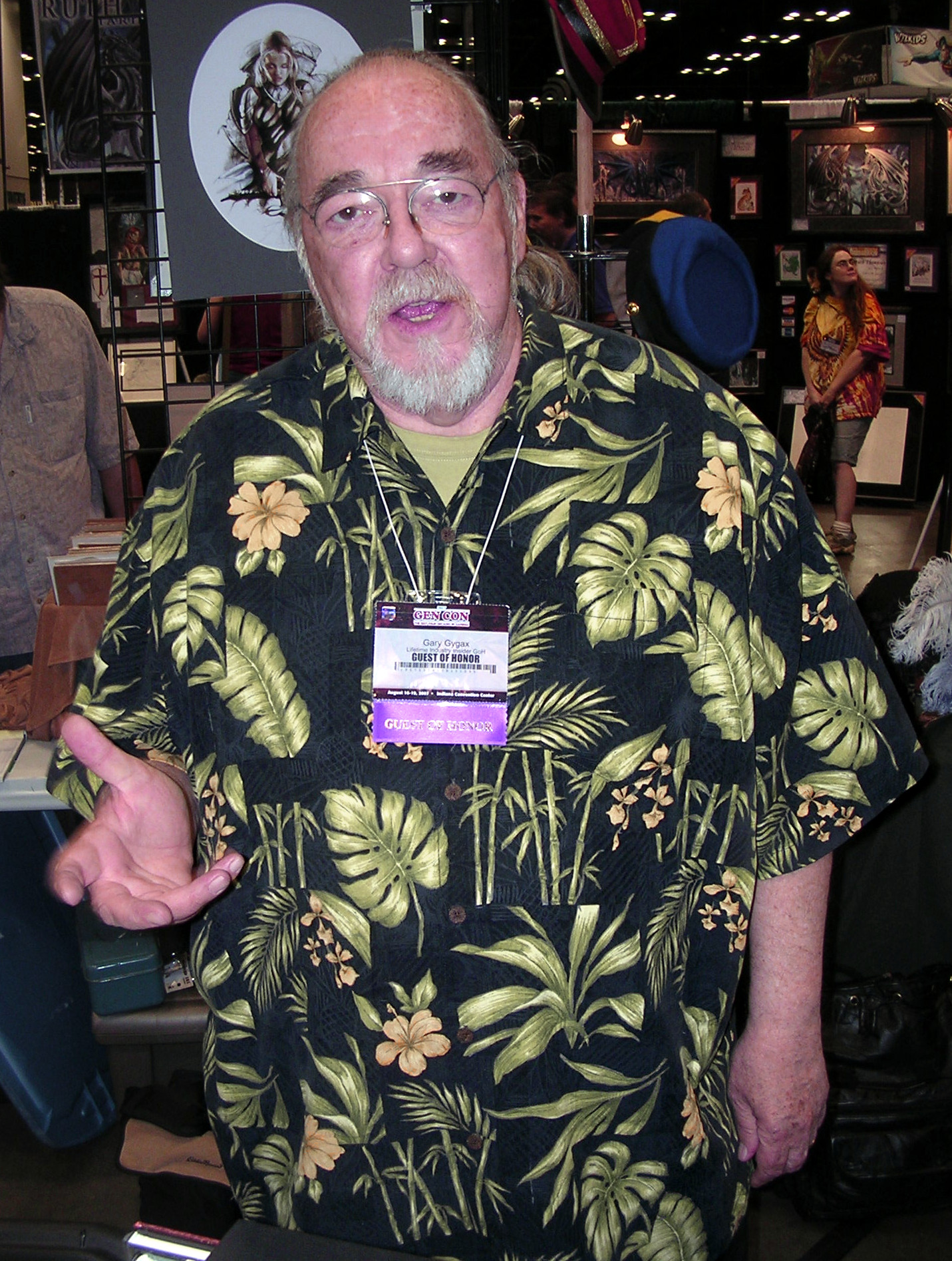
Spelontwerper Gary Gygax (1938-2008)

- Muhal Richard Abrams (1930-2017), jazzmusicus
- William Bentsen (1930-2020), zeiler
- Buddy Bregman (1930-2017), jazzcomponist
- Ronnell Bright (1930-2021), jazzmuzikant
- Richard Davis (1930-2023), jazzcontrabassist
- Frank Drake (1930-2022), astronoom en astrofysicus
- Jerome Friedman (1930), natuurkundige en Nobelprijswinnaar (1990)
- Anton Szandor LaVey (1930-1997), satanist en oprichter van de satanskerk
- Barbara Barrie (1931), actrice en auteur
- James Cronin (1931-2016), kernfysicus en Nobelprijswinnaar (1980)
- Daniel Ellsberg (1931-2023), defensieanalist
- Mitzi Gaynor (1931-2024), Amerikaans actrice
- Joanna Merlin (1931-2023), Amerikaans actrice en filmproducente
- Brad Sullivan (1931-2008), acteur
- William Goldman (1931-2018), auteur en scenarioschrijver
- Michael Colgrass (1932-2019), Canadees componist, muziekpedagoog en slagwerker van Amerikaanse afkomst.
- George Furth (1932-2008), acteur en toneelschrijver
- Bruce Glover (1932-2025), acteur
- Leroy Jenkins (1932-2007), componist en freejazz-violist
- Irene Kral (1932-1978), jazz-zangeres
- Gloria Foster (1933–2001), actrice
- Quincy Jones (1933-2024), jazzmuzikant, arrangeur en producer
- Kim Novak (1933), actrice
- Eugene Cernan (1934-2017), astronaut
- Rose Gregorio (1934), actrice
- Dick Anthony Williams (1934-2012), acteur
- Lewis Arquette (1935-2001), acteur, scenarioschrijver en filmproducent
- William Friedkin (1935-2023), film- en televisieregisseur
- Ramsey Lewis (1935-2022), jazzpianist en toetsenist
- Jean Marie Auel (1936), schrijfster
- Bruce Dern (1936), acteur
- Ken Mattingly (1936-2023), astronaut
- John Reilly (1936-2021), acteur
- Larry Siedentop (1936-2024), politiek filosoof
- Seymour Hersh (1937), journalist en publicist
- Jack Nitzsche (1937-2000), pianist, componist, muziekproducent en arrangeur
- Shel Talmy (1937-2024), producer, songwriter en arrangeur
- Nick Gravenites (1938-2024), blues-, rock- en folkzanger, songwriter en gitarist
- Gary Gygax (1938-2008), spelontwerper
- Roy Thinnes (1938), acteur
- Judy Chicago (1939), Amerikaans beeldend kunstenaar en feministe
- Phil Everly (1939-2014), lid van de Everly Brothers
- Michael Hudson (1939), econoom en historicus
- Jim Knapp (1939-2021), jazzmusicus
- Bill Janklow (1939-2012), gouverneur van South Dakota (1979-1987, 1995-2003)
- Ray Manzarek (1939-2013), toetsenist van The Doors

### 1940–1949

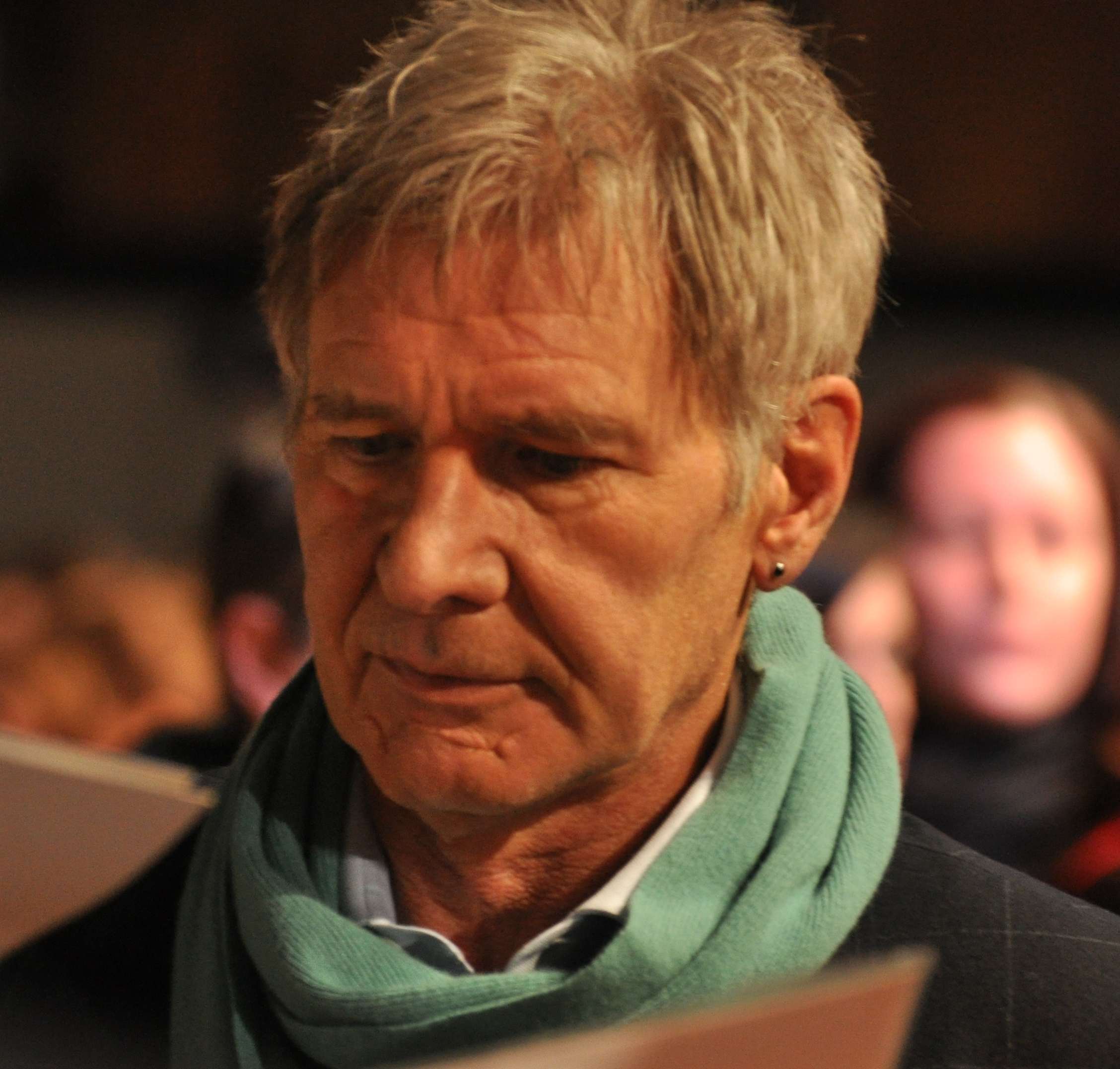
Acteur Harrison Ford (1942)

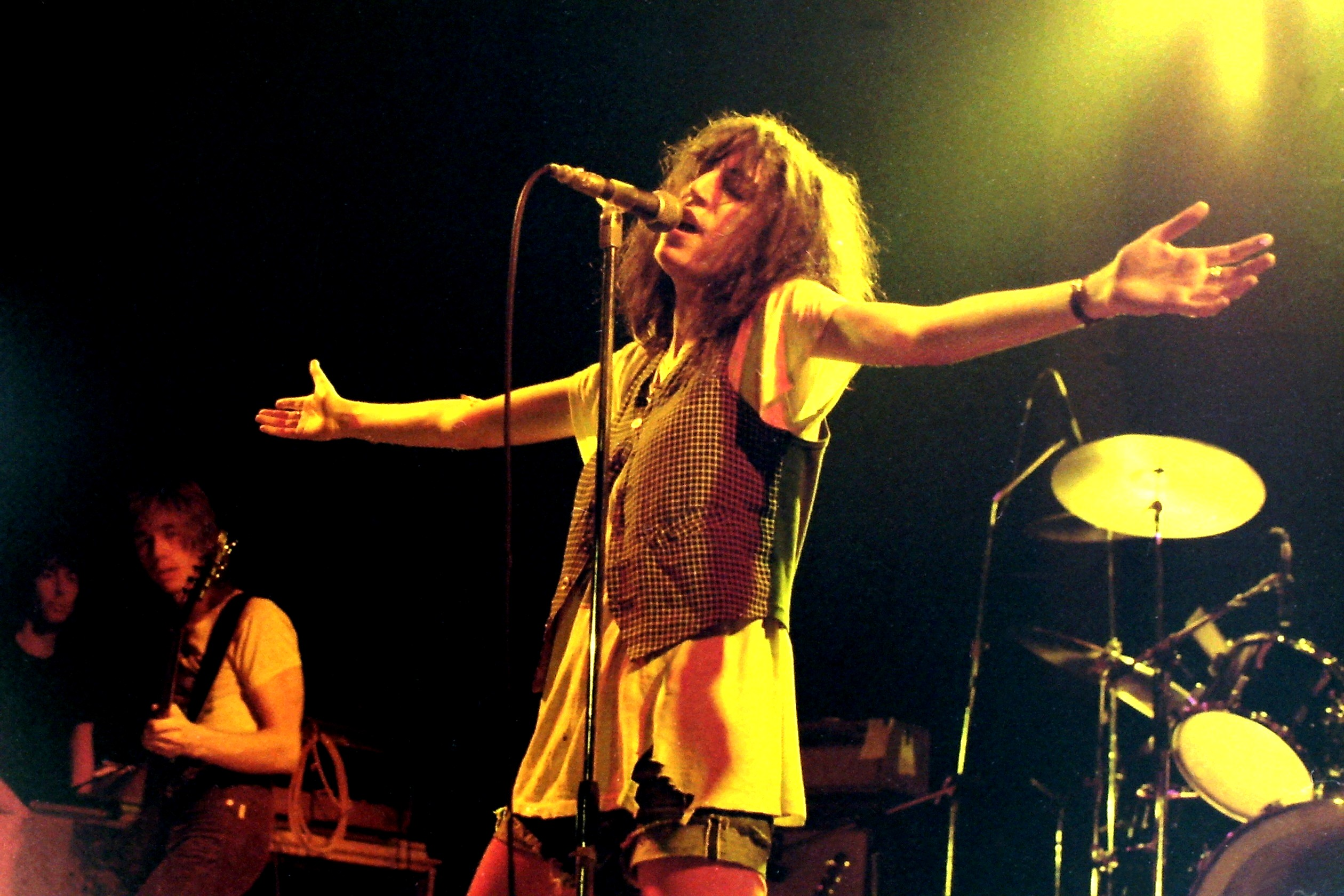
Singer-songwriter Patti Smith (1946)

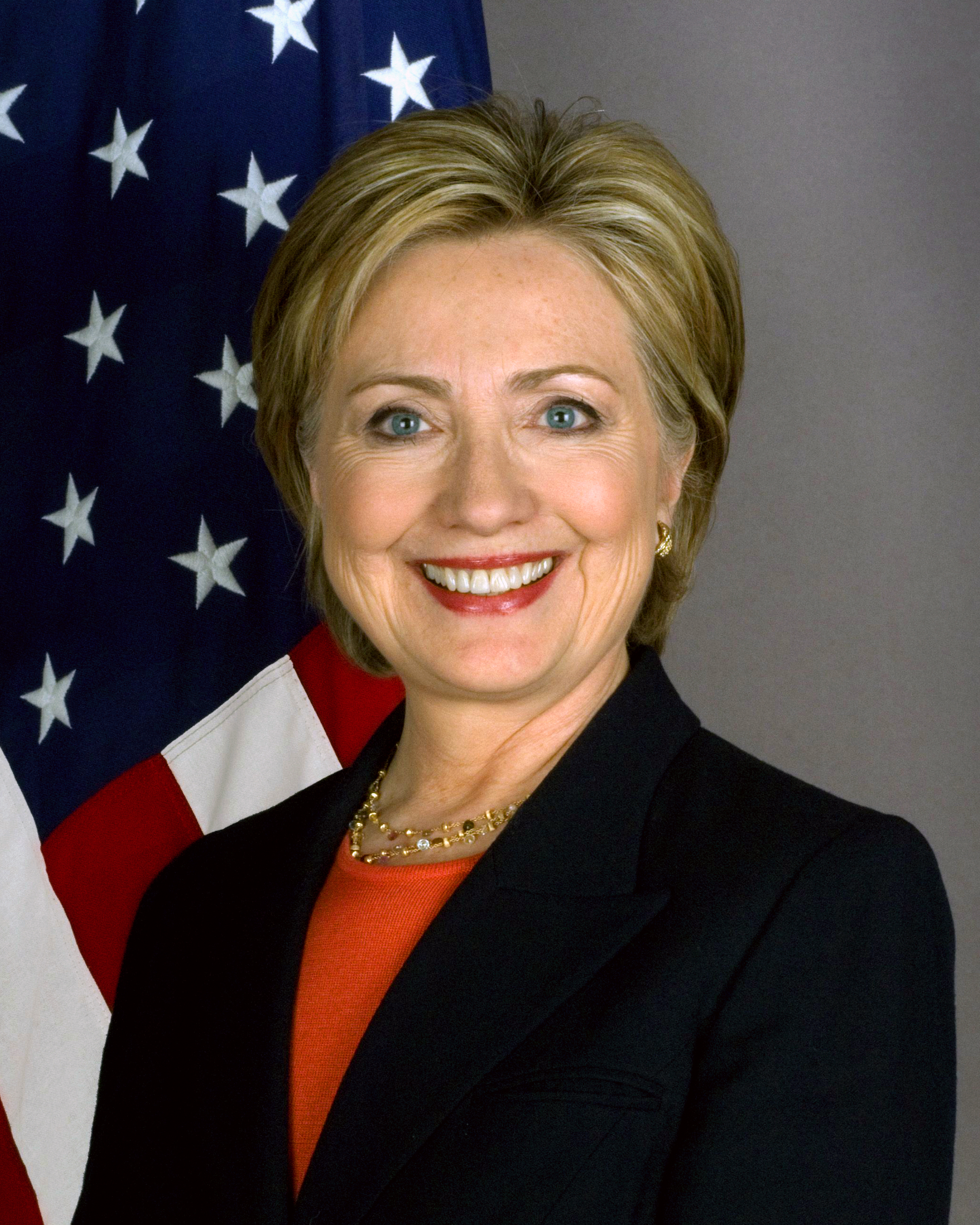
First lady, minister en senator Hillary Clinton (1947)

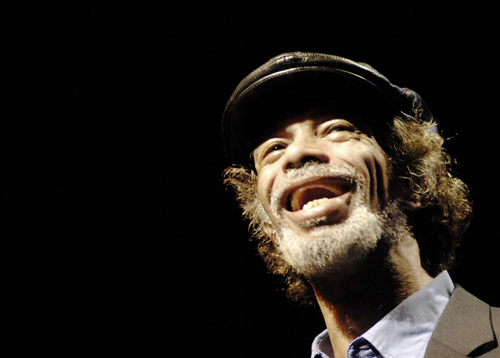
Dichter, muzikant en schrijver Gil Scott-Heron (1949-2011)

- Janet Carroll (1940-2012), actrice en zangeres
- Herbie Hancock (1940), jazzpianist en -componist
- Raquel Welch (1940-2023), actrice, model en zangeres
- Bruce Bromberg (1941), muziekproducent in het bluesgenre
- Leroy Williams (1941-2022), jazzdrummer
- John Ashcroft (1942), jurist, ex-gouverneur en ex-minister
- Jennifer Bassey (1942), actrice
- Charmian Carr (1942-2016), actrice
- Michael Crichton (1942-2008), schrijver
- Harrison Ford (1942), acteur
- Brian Michael Jenkins (1942), expert in terrorisme en transport-veiligheid
- Theodore Kaczynski (de Unabomber) (1942-2023), Amerikaans terrorist[1]
- Art Linson (1942), filmproducent, scenarioschrijver, regisseur en auteur
- James Murtaugh (1942), acteur
- Guy Boyd (1943), acteur
- Bobby Fischer (1943-2008), schaker
- Leonard Jones (1943), Jazz contrabassist
- Michael Mann (1943), filmregisseur, scenarist en producer
- Martin Mull (1943-2024), acteur, filmproducent en scenarioschrijver
- David Soul (1943-2024), Amerikaans-Brits acteur en zanger
- Oscar Brashear (1944-2023),  jazztrompettist
- Peter Cetera (1944), zanger, liedjesschrijver en bassist (Chicago)
- Dennis Farina (1944-2020), acteur
- Kinky Friedman (1944-2024), muzikant, schrijver en politicus
- Robert Hanssen (1944-2023), FBI-agent en spion
- James Heckman (1944), econoom en Nobelprijswinnaar (2000)
- Harold Ramis (1944–2014), acteur, filmregisseur en schrijver
- Charles Veach (1944–1995), astronaut
- Bob Balaban (1945), acteur, regisseur, scenarioschrijver en filmproducent
- Anthony Braxton (1945), componist, rietblazer en muziektheoreticus
- Terry Callier (1945), muzikant
- Terence Ford (1945), acteur en fotograaf
- Charles Walker (1945), acteur, filmproducent en scenarioschrijver
- Phyllis Eisenstein (1946-2020), science fiction- en fantasyschrijfster
- Gene Siskel (1946-1999), filmrecensent
- Patti Smith (1946), rockzangeres en dichteres
- Thomas Cech (1947), biochemicus en Nobelprijswinnaar (1989)
- Martin Chalfie (1947), neurobioloog en Nobelprijswinnaar (2008)
- Hillary Clinton (1947), minister van Buitenlandse Zaken, voormalig first lady en  senator
- Stuart Gordon (1947-2020), filmregisseur en scenarist
- Wilton Daniel Gregory (1947), kardinaal-aartsbisschop
- Howard Robert Horvitz (1947), bioloog en Nobelprijswinnaar (2002)
- Bruce Rauner (1948), gouverneur van Illinois
- George Wendt (1948-2025), acteur
- Tom Berenger (1949), acteur
- John Belushi (1949-1982), acteur
- Sherman Howard (1949), acteur
- Charles Levin (1949-2019), acteur
- Brian Kerwin (1949), acteur
- Geoff Pierson (1949), acteur en filmregisseur
- Gil Scott-Heron (1949-2011), dichter, muzikant en schrijver
- Garry Shandling (1949-2016), komiek, acteur, scenarioschrijver en producent

### 1950–1959
- L. Scott Caldwell (1950), actrice

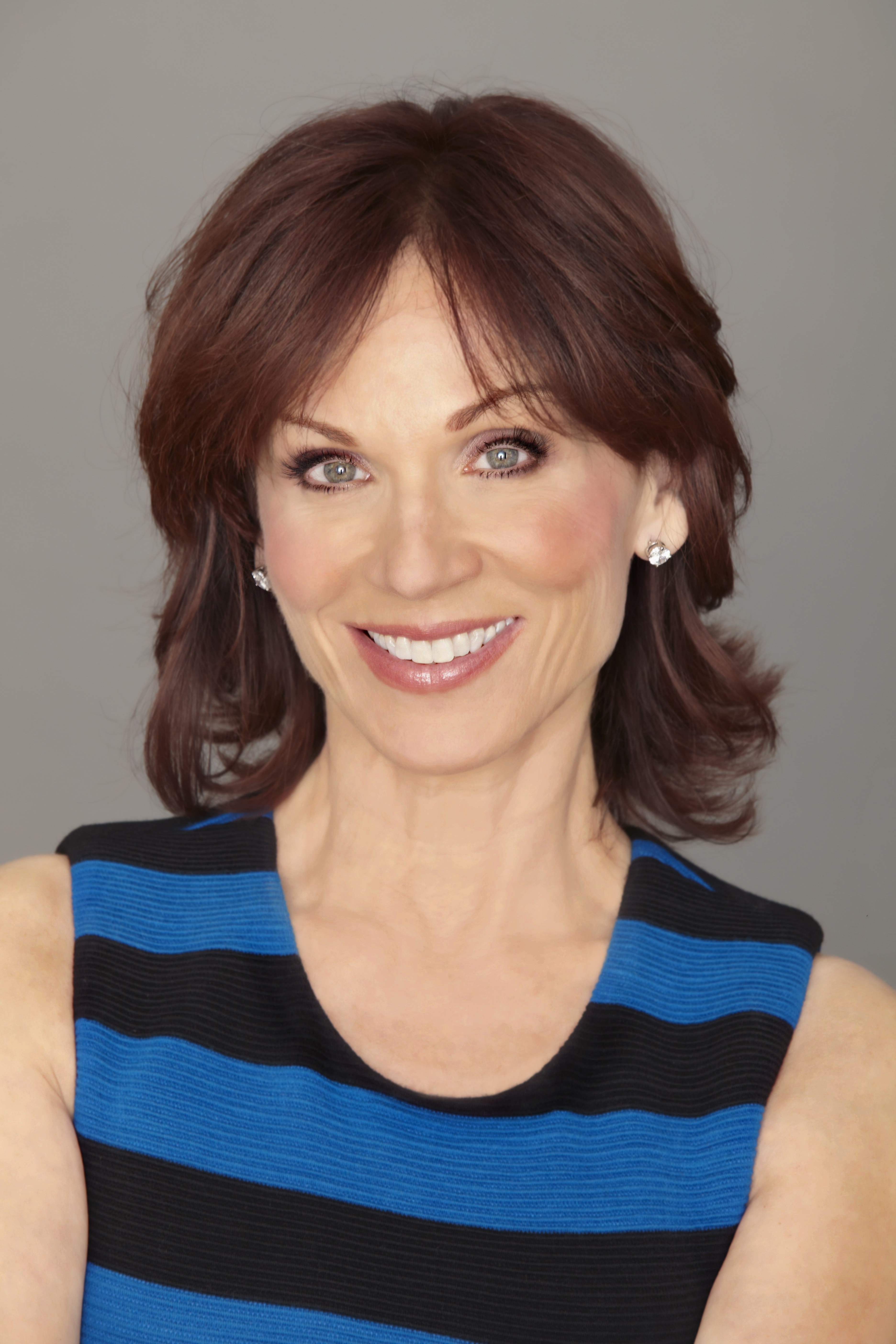
Actrice Marilu Henner (1952)

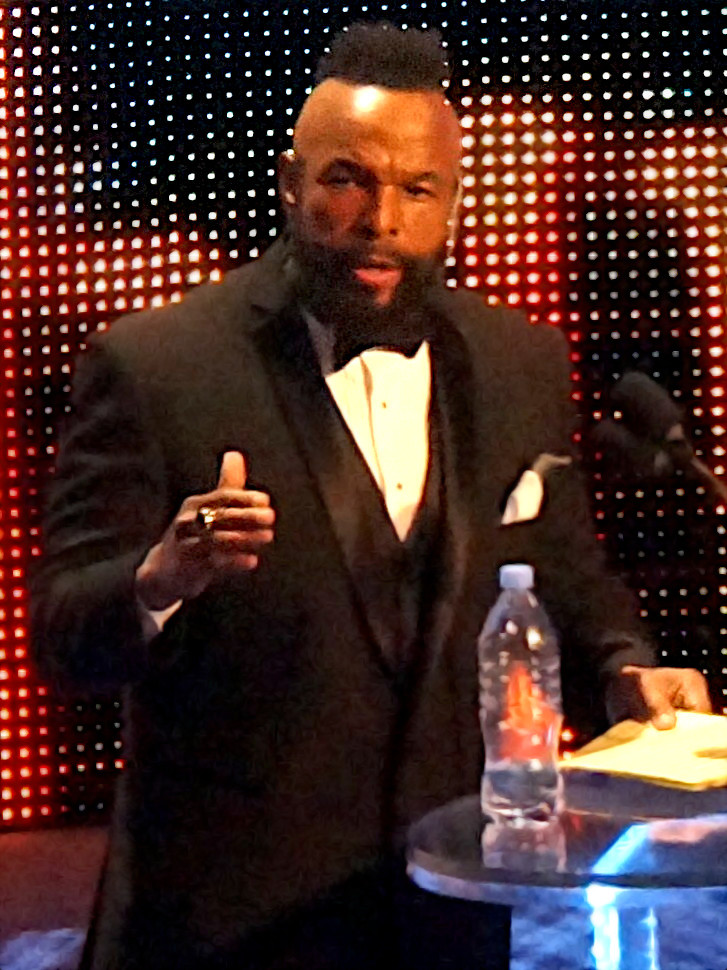
Acteur Mr. T (1952)

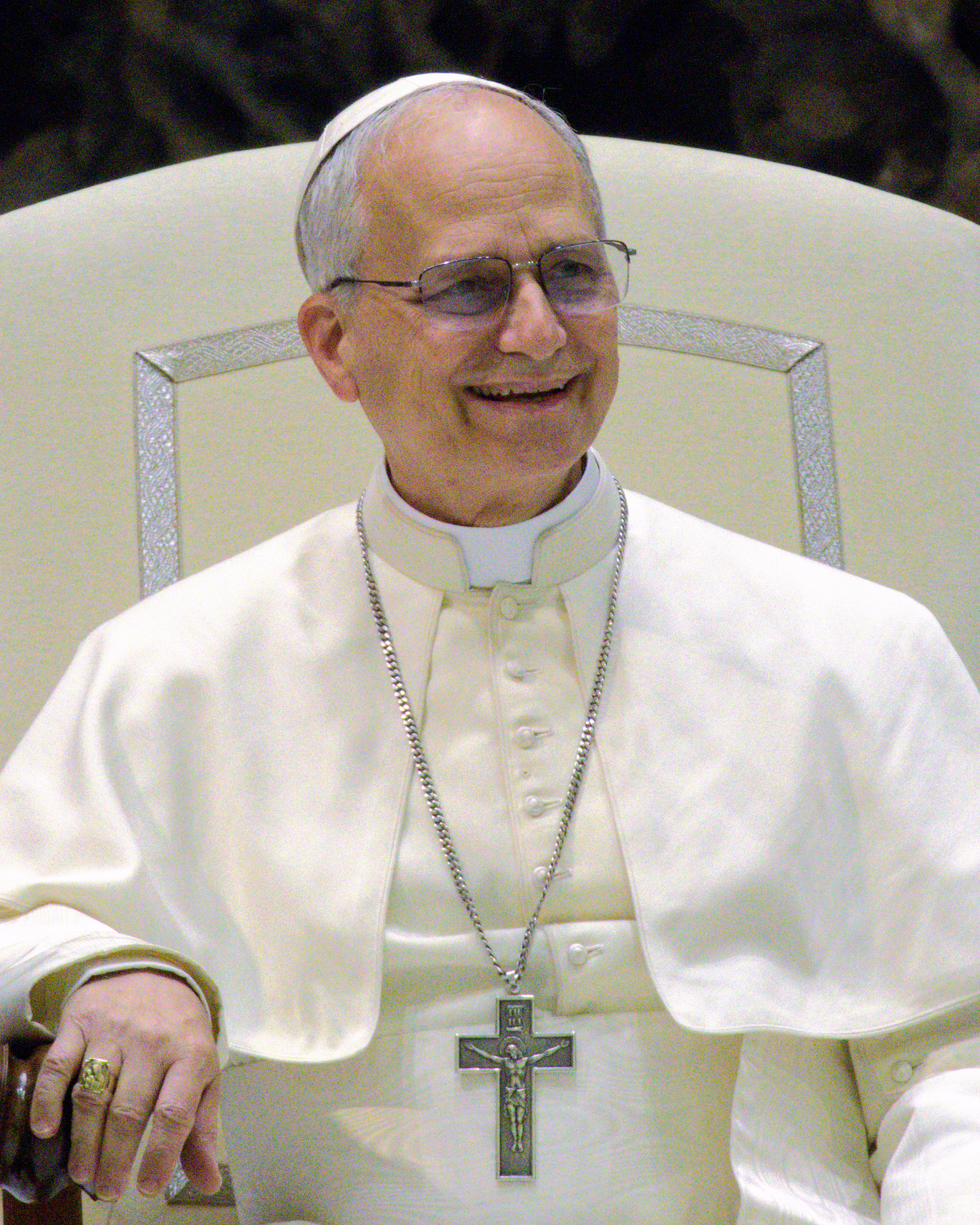
Paus Leo XIV (1955)

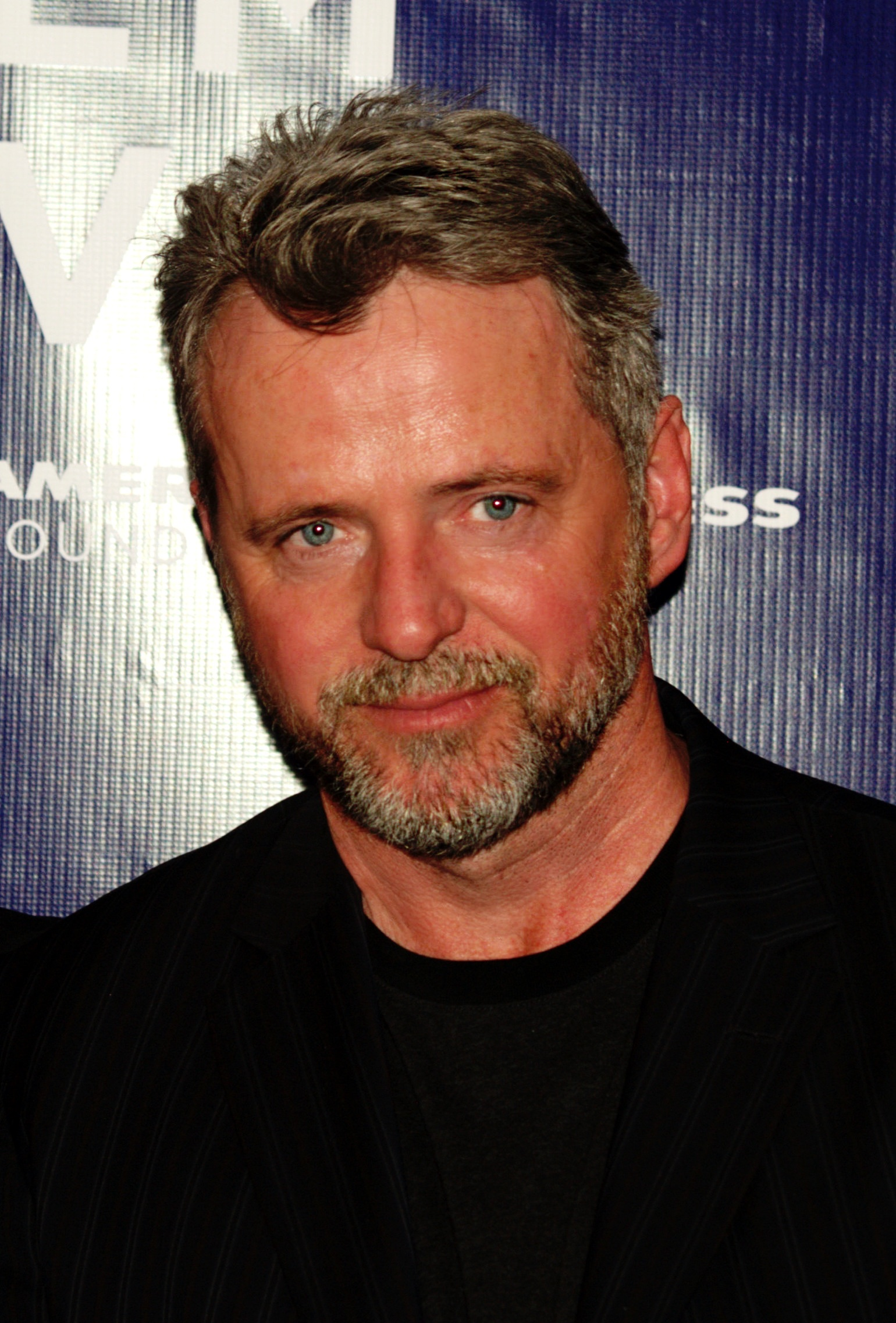
Acteur Aidan Quinn (1959)

- John McNaughton (1950), regisseur
- Amy Wright (1950), actrice
- Meg Wittner (1950), actrice
- Jonathan Hogan (1951), acteur
- Nils Lofgren (1951), rockmuzikant, multi-instrumentalist en zanger-liedjesschrijver
- Robin Williams (1951-2014), acteur
- Timothy Zahn (1951), sciencefictionschrijver
- Nora Dunn (1952), actrice
- Francis Fukuyama (1952), socioloog, politicoloog en filosoof
- Marilu Henner (1952), actrice
- Michael O'Hare (1952-2012), acteur
- Mr. T (1952), acteur
- Robert Zemeckis (1952), filmregisseur
- Edward Zwick (1952), regisseur, scenarioschrijver en producent
- Chaka Khan (1953), singer-songwriter
- Janet Lynn (1953), kunstschaatsster
- Evelyn Thomas (1953-2024), zangeres
- James Belushi (1954), acteur en regisseur
- Barry Greenstein (1954), pokerspeler
- Mike Hagerty (1954-2022), acteur
- Rickie Lee Jones (1954), singer-songwriter
- Ken Olin (1954), producent, acteur en regisseur
- Patricia Barber (1955), jazz- en blueszangeres, jazzpianiste en -componiste
- Paus Leo XIV (geboren als Robert Francis Prevost) (1955), sinds 2025 de 267e paus van de Rooms-Katholieke Kerk
- Lance Ten Broeck (1956-2023), golfprofessional
- Kevin Dunn (1956), acteur
- Peter Francis James (1956), acteur
- Deval Patrick (1956), politicus
- Vyto Ruginis (1956), acteur en filmproducent
- Adolf Schaller (1956-2024), kunstschilder, illustrator en muzikant
- Dan Castellaneta (1957), (stem)acteur
- Michael Clarke Duncan (1957-2012), acteur
- Michael Kirchner (1957-2021), professioneel worstelaar
- Bernie Mac (1957-2008), acteur en comedian
- Michael Madsen (1957-2025), acteur
- Frances McDormand (1957), film- en toneelactrice
- William O'Leary (1957), acteur
- Leslie David Baker (1958), acteur
- Gregg Edelman (1958), acteur
- Joseph Finder (1958), schrijver
- Michael Flatley (1958), danser, muzikant en choreograaf
- Greg Foster (1958-2023), hordeloper
- John Grunsfeld (1958), astronaut
- Isabella Hofmann (1958), actrice
- Tom Amandes (1959), acteur en filmregisseur
- Mark Aguirre (1959), basketballer
- Bruce Beutler (1959), immunoloog, geneticus en Nobelprijswinnaar (2011)
- Aidan Quinn (1959), acteur
- Marshall Jefferson (1959), houseproducer

### 1960–1969

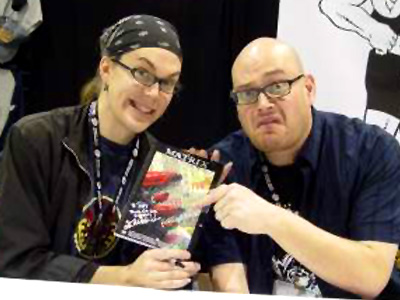
Scenarioschrijfster Lana (1965) en Andrew Wachowski

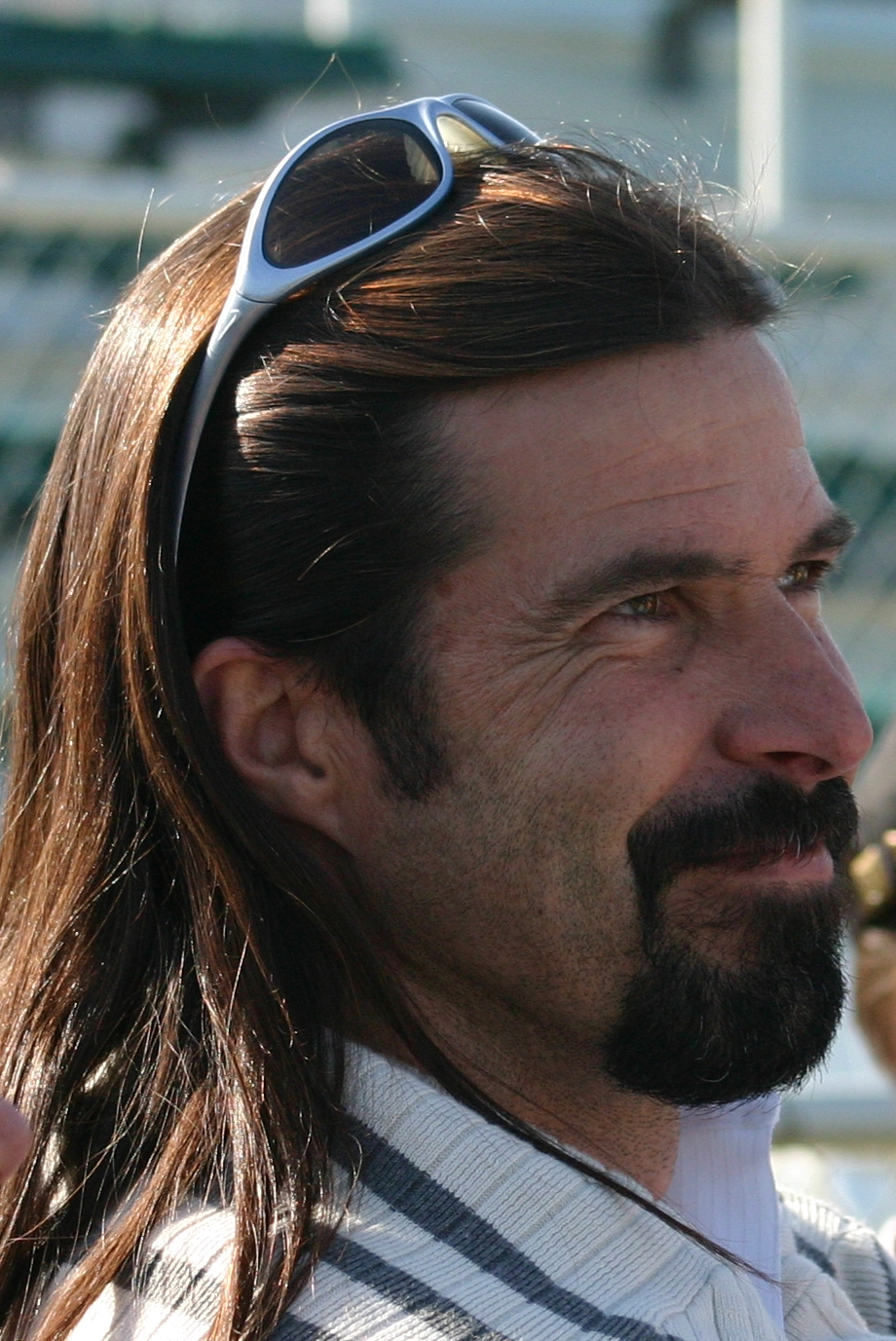
Voetballer Marcelo Balboa (1967)

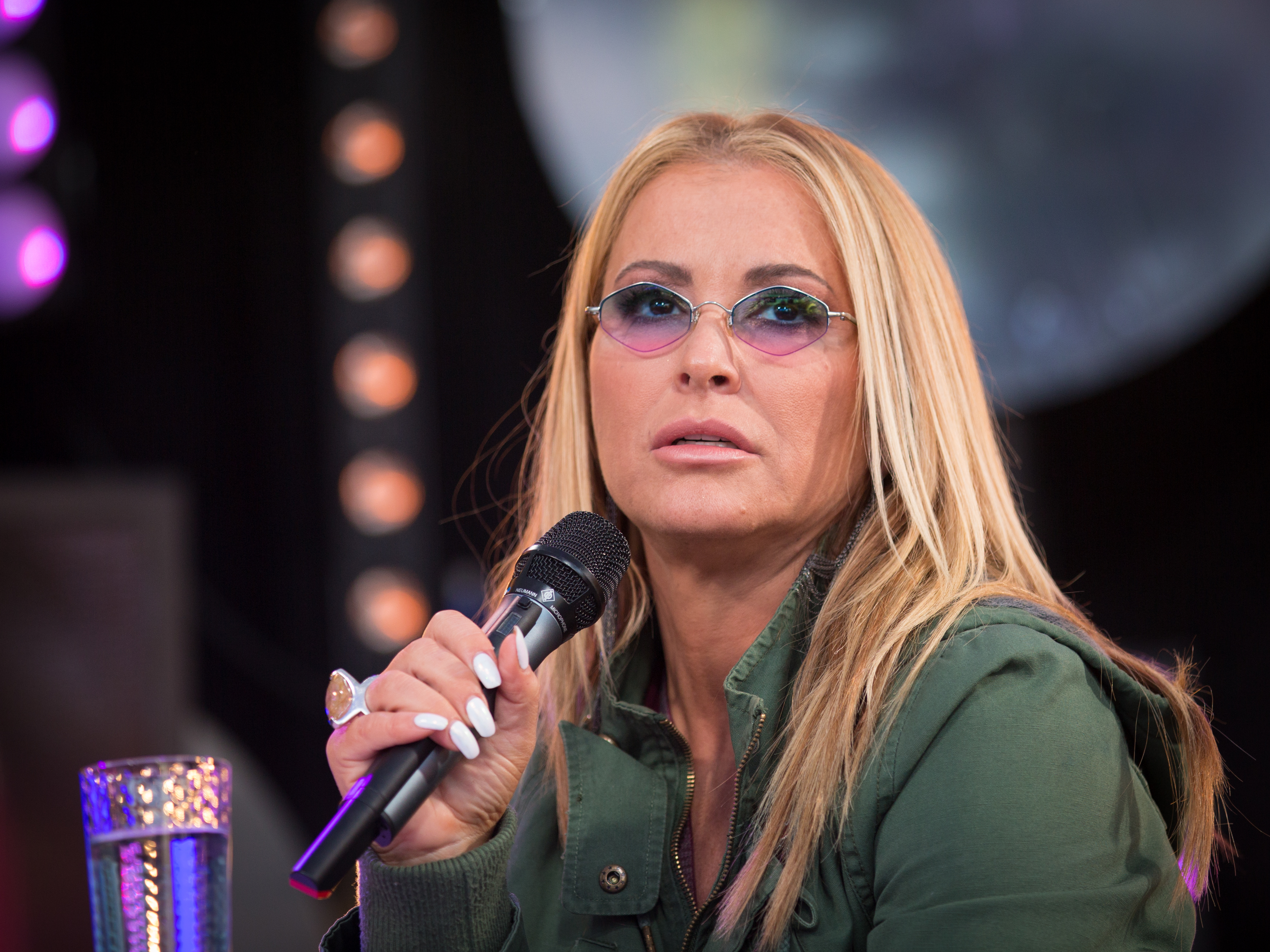
Zangeres Anastacia (1968)

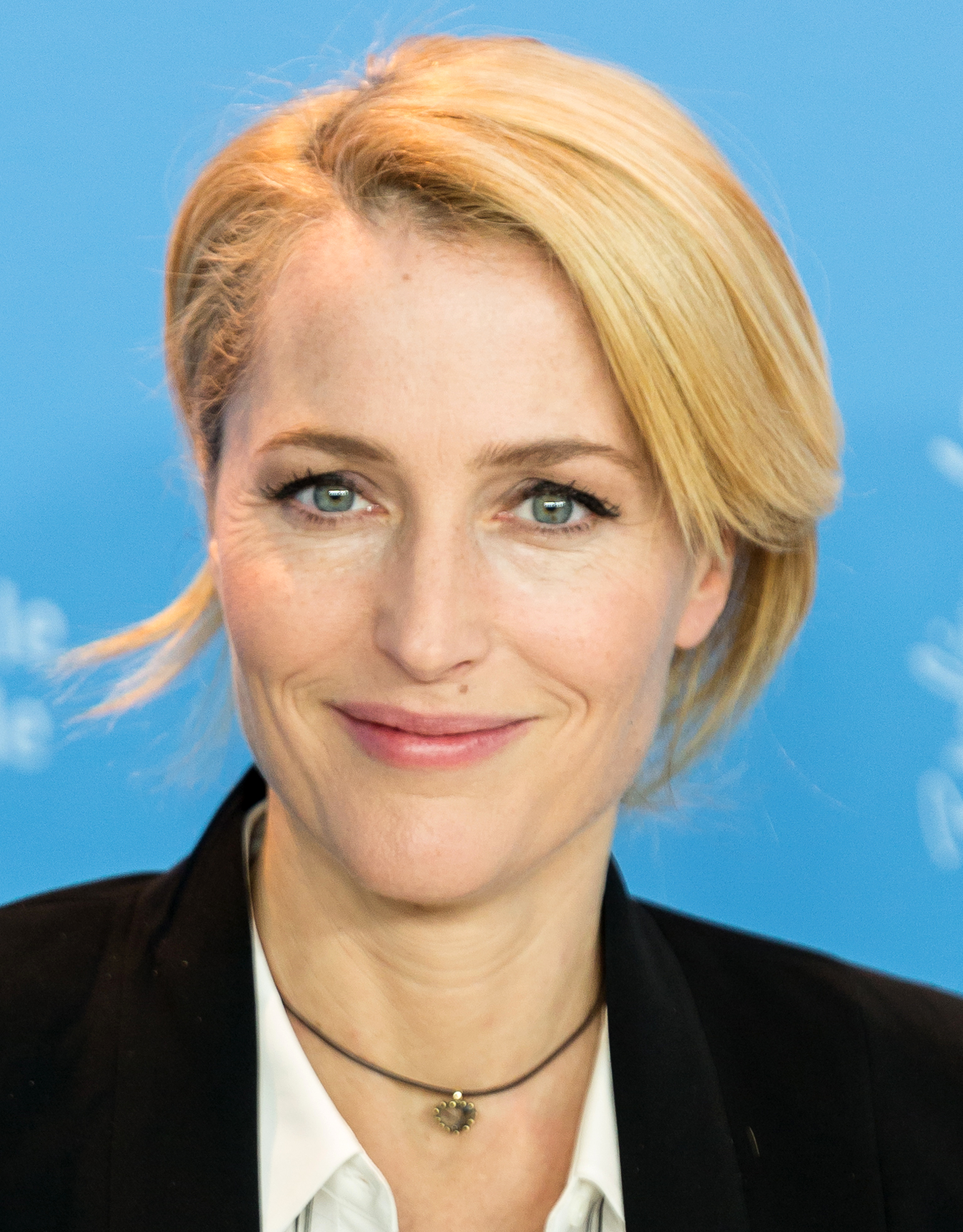
Actrice Gillian Anderson (1968)

- Megan Cavanagh (1960), (stem)actrice
- Daryl Hannah (1960), actrice
- Kirby Puckett (1960-2006), honkballer
- Ricco Ross (1960), acteur
- Jennifer Runyon (1960), actrice
- Bonnie Hunt (1961), actrice, komiek, schrijver, regisseur, televisieproducent en stemacteur
- Chi McBride (1961), acteur
- Paula Newsome (1961), actrice
- Wally Pfister (1961), cameraman
- Casey Siemaszko (1961), acteur
- Isiah Thomas (1961), basketballer
- Lisa Zane (1961), actrice en zangeres
- Adam Baldwin (1962), acteur
- Andre Braugher (1962-2023), acteur
- Mike Conley (1962), atleet
- Jennifer Egan (1962), schrijfster
- Jeff Garlin (1962), acteur, filmregisseur, filmproducent, scenarioschrijver en auteur
- Lil Louis (1962), houseproducer
- Marita Geraghty (1962), actrice
- Tonya Pinkins (1962), actrice
- Lisa Darr (1963), actrice
- Richard Marx (1963), zanger
- Kevin J. O'Connor (1963), acteur
- Fisher Stevens (1963), acteur, regisseur, producent en scenarioschrijver
- Wesley Willis (1963), zanger en kunstenaar
- Arne Duncan (1964), politicus, minister van onderwijs
- Joan Higginbotham (1964), astronaute
- Harry Lennix (1964), acteur, filmproducent en -regisseur
- Pablo Morales (1964), zwemmer
- Michelle Obama (1964), voormalig first lady
- Duane Pelt (1964), houseproducer bekend als Sterling Void
- Joseph Lorenzo Jr. Welbon  (1964), houseproducer bekend als Joe Smooth
- DJ Casper (1965-2023), DJ en songwriter
- Steve Harris (1965), acteur
- John C. Reilly (1965), acteur
- Lana Wachowski (1965), scenarioschrijfster
- Tim Hardaway (1966), basketballer
- Tom Soehn (1966), voetballer en voetbalcoach
- Michael Stoyanov (1966), acteur en scenarioschrijver
- Marcelo Balboa (1967), voetballer
- Hollis Conway (1967), hoogspringer
- R. Kelly (1967), zanger
- Crys Larson (1967), Nederlandse politica
- Andy Wachowski (1967), scenarioschrijver
- Anastacia (1968), zangeres
- Gillian Anderson (1968), actrice
- Lalah Hathaway (1968), zangeres
- Curtis Jones (1968), dj/producer
- Patricia Arquette (1968), actrice
- DuShon Monique Brown (1968-2018), actrice
- Craig Hurley (1968), acteur
- Todd Stashwick (1968), acteur
- Anthony Pearson (1968), dj/producer
- Esther Jones (1969), atleet

### 1970–1979

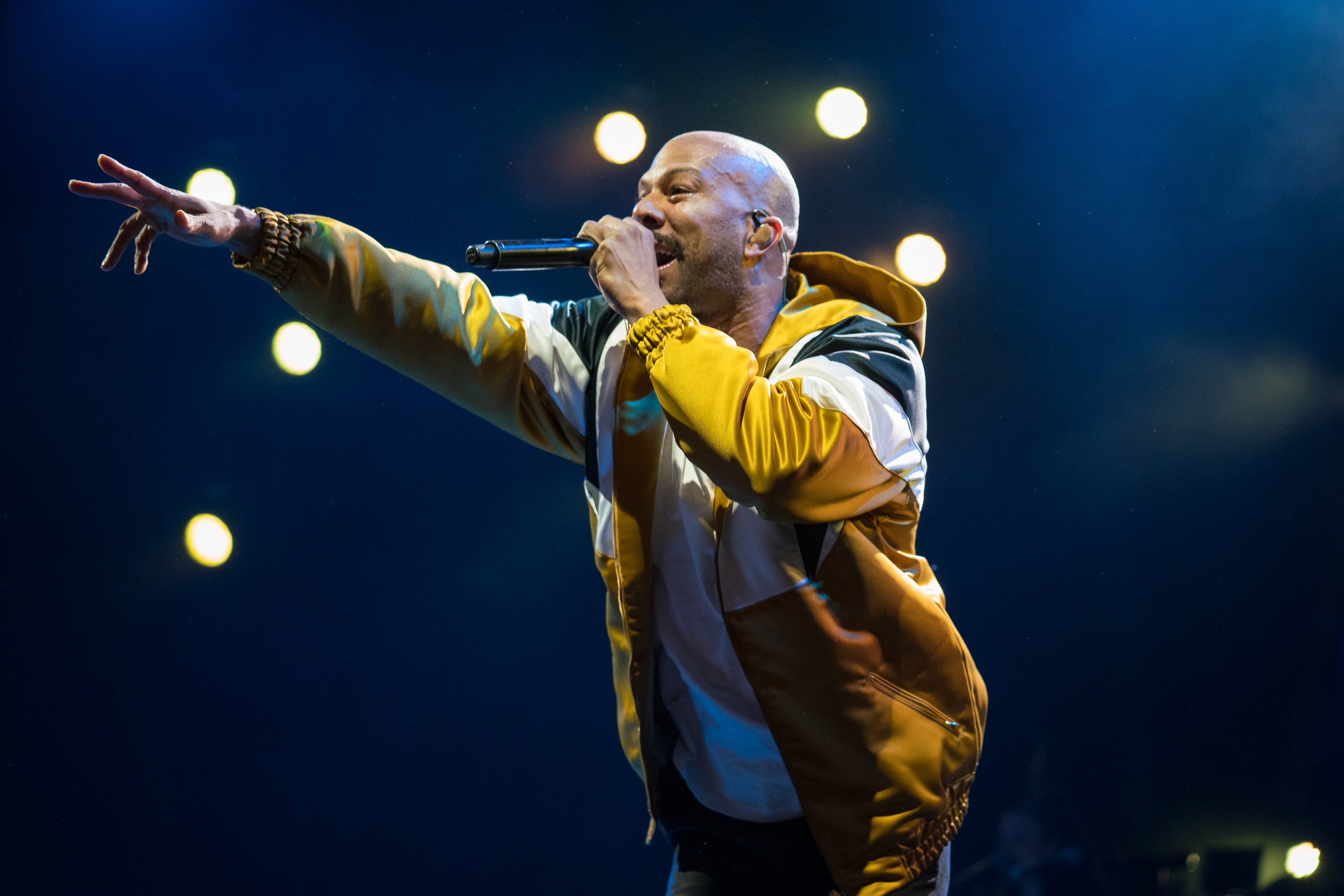
Hiphopartiest Common (1972)

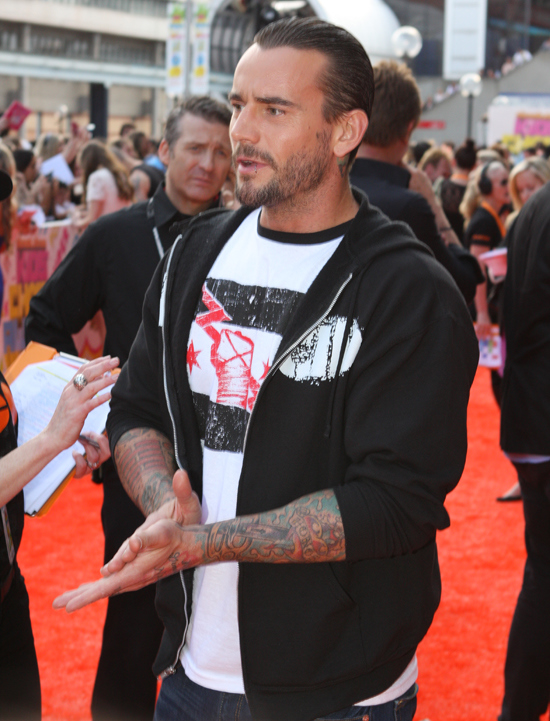
Worstelaar CM Punk (1978)

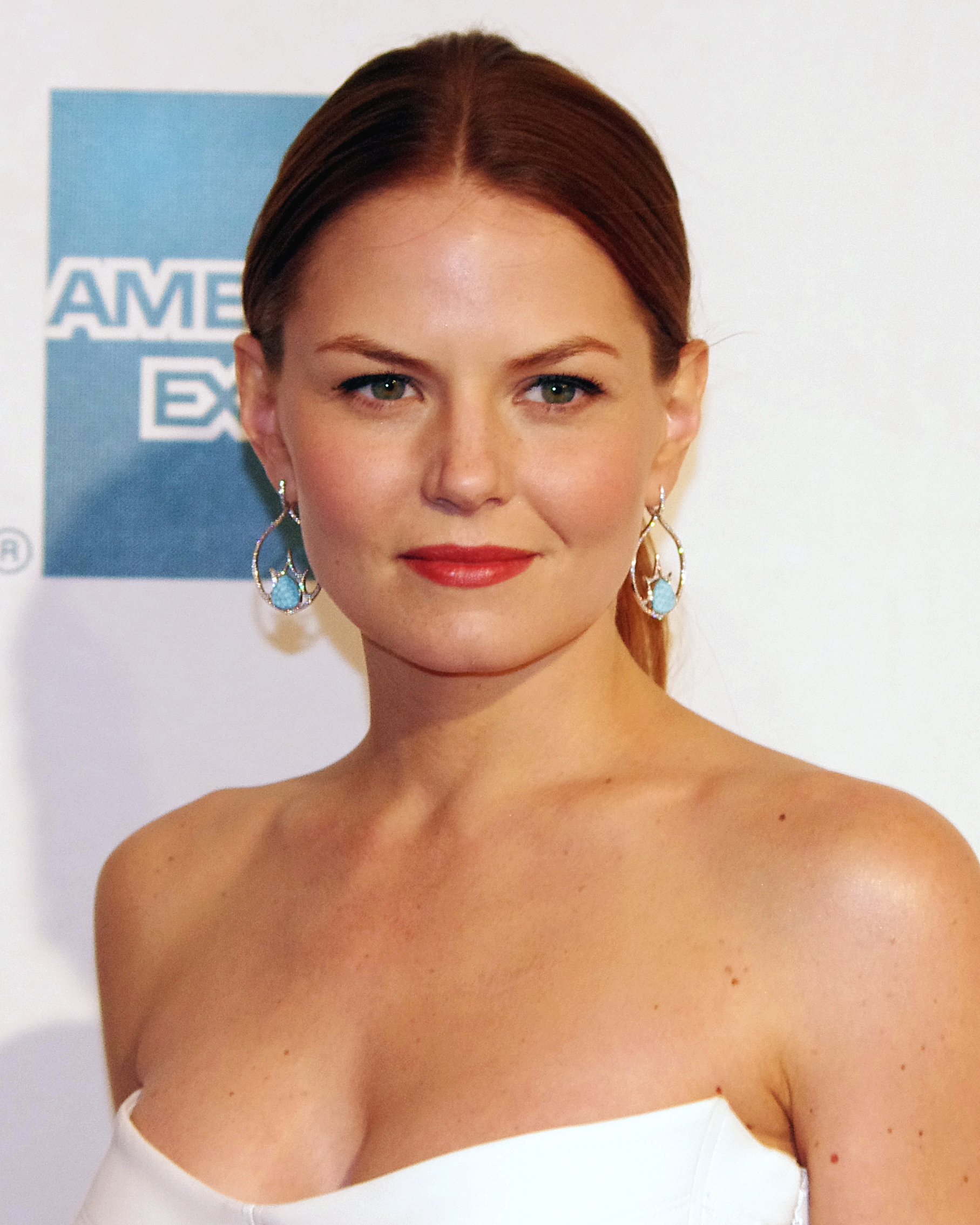
Model en actrice Jennifer Morrison (1979)

- Kimberly Bruckner (1970), wielrenster
- Armando Gallop (1970-1996), houseproducer
- Thomas Lennon (1970), acteur, regisseur, komiek en schrijver
- Shonda Rhimes (1970), regisseur en filmproducente
- Nina Siemaszko (1970), actrice
- Katie Finneran (1971), actrice
- Anthony Rapp (1971), acteur en zanger
- Craig Robinson (1971), acteur
- Paul Johnson (1971-2021), houseproducer
- Reiko Aylesworth (1972), actrice
- Rosa Blasi (1972), actrice
- Bailey Chase (1972), acteur
- Common (1972), hiphopartiest en acteur
- Justina Machado (1972), actrice
- Robin Tunney (1972), actrice
- Skee-Lo (1973), rapper
- Chris Baldwin (1975), wielrenner
- Heather Burns (1975), actrice
- Michael Muhney (1975), acteur
- Ryan McPartlin (1975), acteur
- Michael Peña (1976), film- en televisieacteur
- Matt Skiba (1976), muzikant
- Eddie Shin (1976), acteur
- LaTasha Jenkins (1977), atlete
- Aimee Garcia (1978), actrice
- Sam Jones (1978), Amerikaans-Nederlands basketballer
- Kel Mitchell (1978), acteur
- CM Punk (1978), professioneel worstelaar
- Lauren Ridloff (1978), actrice
- Nadine Velazquez (1978), model en actrice
- Keith Nobbs (1979), acteur
- Jennifer Morrison (1979), model en actrice
- Danny Pudi (1979), acteur

### 1980–1989

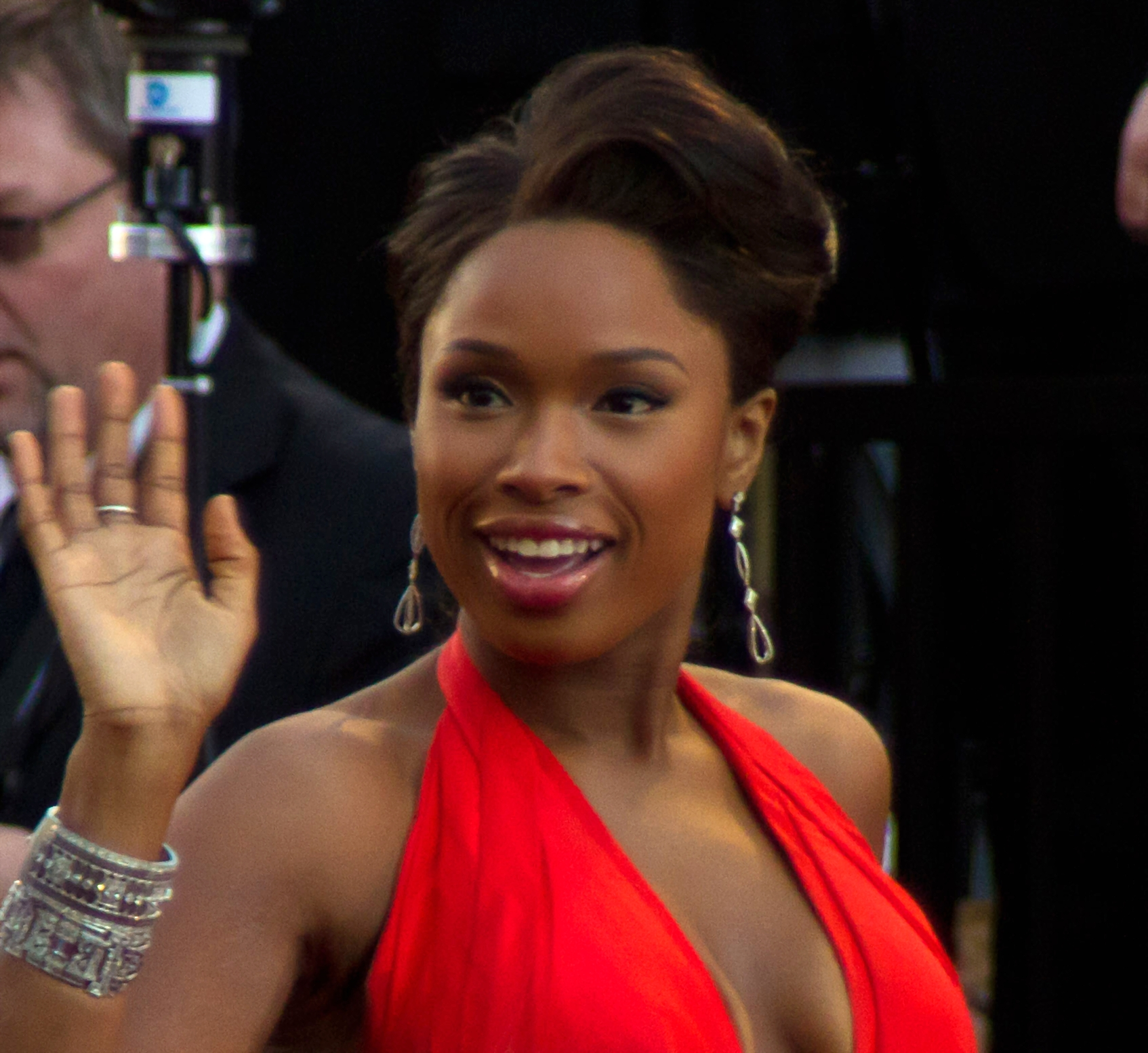
Actrice en zangeres Jennifer Hudson (1981)

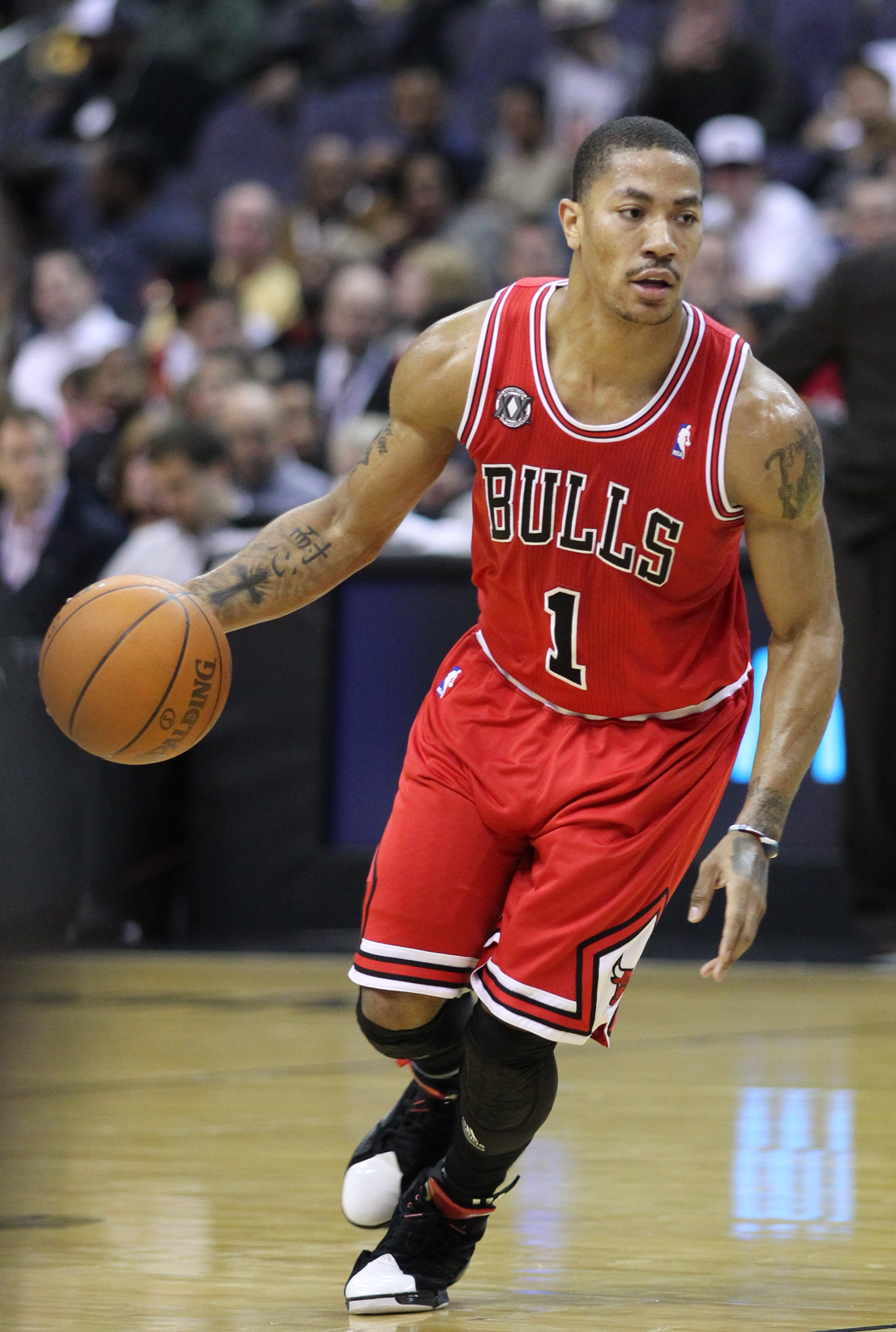
Basketballer Derrick Rose (1988)

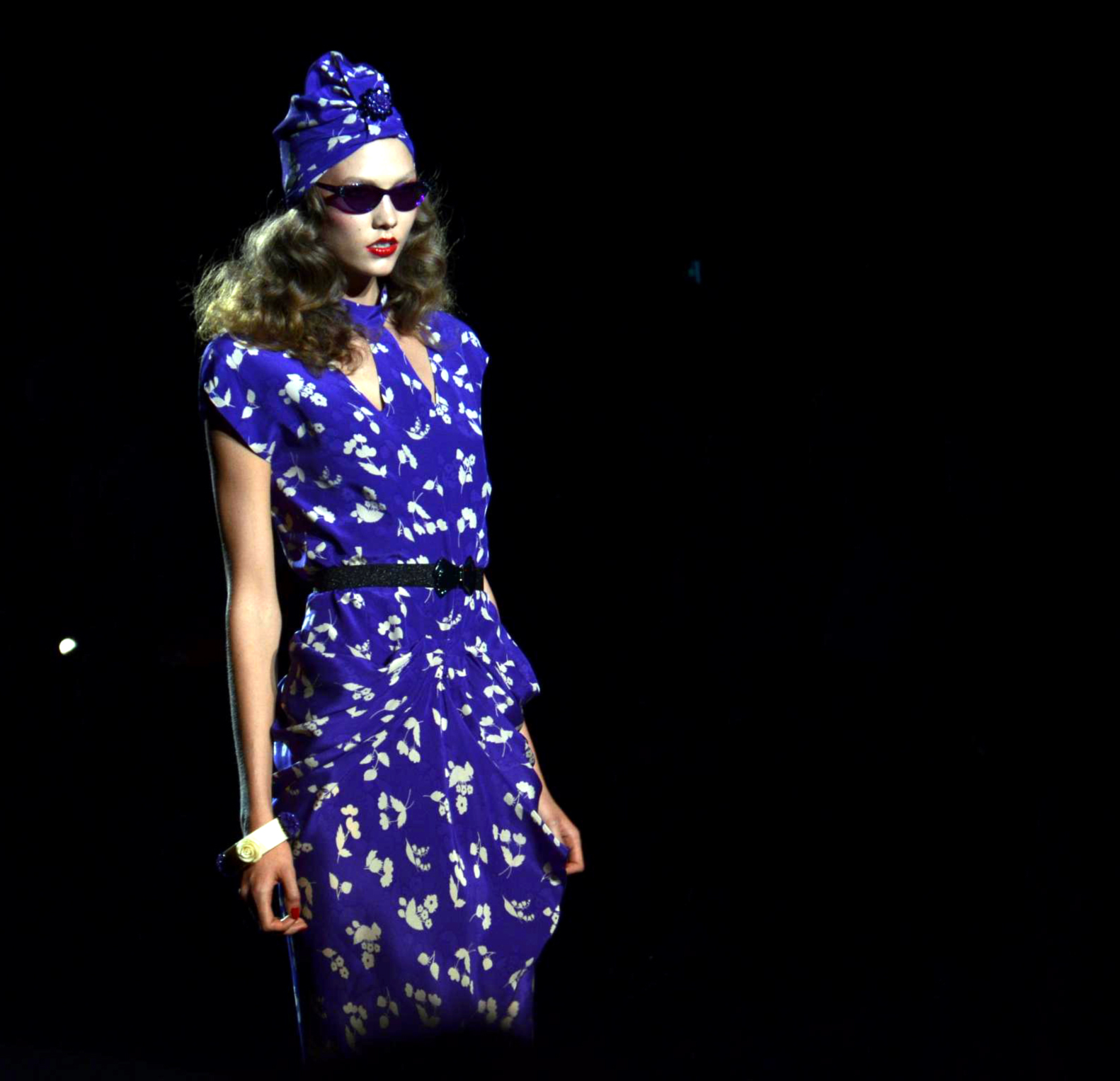
Model Karlie Kloss (1992)

- Quentin Richardson (1980), basketballer
- Lupe Fiasco (1981), rapper
- Jennifer Hudson (1981), actrice en zangeres
- Benjamin Agosto (1982), kunstschaatser
- Shani Davis (1982), schaatser
- Michael Stahl-David (1982), acteur, filmregisseur, -producent en scenarioschrijver
- Dwyane Wade (1982), basketballer
- John Mulaney (1982), stand-upcomedian, acteur, scenarioschrijver, filmproducent en zanger
- Brit Marling (1983), actrice, scenarioschrijfster en filmproducente
- Agustín Viana (1983), Amerikaans-Uruguayaans voetballer
- Wallace Spearmon (1984), atleet
- Dan Byrd (1985), acteur
- Young Dolph (1985-2021), rapper
- Aries Merritt (1985), atleet
- Trevor Morgan (1986), acteur
- Aaron Swartz (1986-2013), computerprogrammeur, schrijver en internetactivist
- Jeremih (1987), rapper
- Esther Povitsky (1988), actrice en comédienne
- Derrick Rose (1988), basketballer
- Brian Rowe (1988), voetballer

### 1990–1999
- Soulja Boy (1990), rapper
- Anthony Davis (1993), Basketballer
- Rome Flynn (1991), acteur
- Matthew Ladley (1991), snowboarder
- Karlie Kloss (1992), model
- Chief Keef (1995), rapper
- Juice WRLD (1998-2019), rapper

### Vanaf 2000
- Natalie Alyn Lind (2002), actrice

## Woonachtig (geweest)
- Orson Welles (Kenosha (Wisconsin), 1915-1985), regisseur en acteur
- Clemens Roothaan (Nijmegen, (Nederland), 1918-2019), Nederlands-Amerikaans natuurkundige en informaticus
- Tetsuya Theodore Fujita (Kitakyushu (Japan), 1920-1998), Japans meteoroloog, natuurkundige en bedenker van de Schaal van Fujita
- Oprah Winfrey (Kosciusko (Mississippi), 1954), tv-ster, talkshowhost, actrice, producer
- Jermaine Stewart (Columbus (Ohio), 1957-1997), zanger
- Barack Obama (Honolulu (Hawaï), 1961), senator van Illinois (2005-2008) en president van de Verenigde Staten (2009-2017)
- Eddie Vedder (Evanston (Illinois), 1964), zanger, gitarist bij Pearl Jam
- Kanye West (Atlanta (Georgia), 1977), rapper en producer
- Emilie Autumn (Malibu (Californië), 1979), zangeres en violiste